# Гаррель
Гаррель (нем. Garrel) — община в Германии, в земле Нижняя Саксония.
Входит в состав района Клоппенбург. Население составляет 13 327 человек (на 31 декабря 2010 года). Занимает площадь 113,23 км².
Коммуна подразделяется на 12 сельских округов.
| Год  | Население |
| ---- | --------- |
| 1990 | 8 684     |
| 1995 | 10 477    |
| 2000 | 11 453    |
| 2005 | 12 385    |
| 2010 | 13 083    |